# Albert Gergei
Dans le nom hongrois Gergei Albert, le nom de famille précède le prénom, mais cet article utilise l’ordre habituel en français Albert Gergei, où le prénom précède le nom.
Albert Gergei ([ˈɒlbɛɾt], [ˈgɛɾgɛi]), né et décédé au XVIe siècle, était un poète hongrois.